# Псалом 19
Псалом 19 (у масоретській нумерації — 20) — дев'ятнадцятий псалом царя Давида, належить до ряду королівських псалмів. Його співали для царя Юдеї. Завдяки подібності змісту і семантики  можна припустити літературну залежність від папіруса Амхеса 63. У серії «Міжнародний критичний комментар» Чарльз і Емілі Бріґґс припускають, що він був написаний під час правління царя Йосафата.

## Структура
Можлива наступна структура псалому:
1. Вірші 1–6: Молитва за царя: добрі побажання.
2. Вірші 7–10: Ознаки в пророчому стилі: проголошення божественного оракула.

## Теми псалому

### Теологія найменувань
Старозавітній дослідник Герман Ґункель у своєму коментарі до псалому підкреслює роль імені Бога. Адже псалмоспівець говорить не безпосередньо про божество, а про назву божества (вірші 2, 6 і 8). Найменування відіграє особливу роль у Старому Завіті: вимовляючи ім'я Тетраграматон, людина піднімає руки до молитви і взиває до нього (пор. Пс. 62:5) і Пс. 115:17), починає благословення, молитву та гімн — знати ім'я Бога означає «мати релігію». 

### Оцінка жертвоприношення
У цьому псалмі, як і у псалмі 65, позитивно оцінюється матеріальне жертвоприношення (вірш 4) і — на відміну від псалому 50 — без критики.

## Текст
| Вірш | Гебрейська мова                                                        | Давньогрецька мова (Септуаґінта) | Латинська мова (Вульгата) | Українська мова (Переклад Хоменка)                                                                                         |
| ---- | ---------------------------------------------------------------------- | --- | --- | --- |
| 1    | לַמְנַצֵּחַ, מִזְמוֹר לְדָוִ                                                       | Εἰς τὸ τέλος· ψαλμὸς τῷ Δαυιδ. | In finem. Psalmus David. | Провідникові хору. Псалом. Давида.                                                                                         |
| 2    | יַעַנְךָ יְהוָה, בְּיוֹם צָרָה; יְשַׂגֶּבְךָ, שֵׁם אֱלֹהֵי יַעֲקֹב                               | ᾿Επακούσαι σου κύριος ἐν ἡμέρᾳ θλίψεως, ὑπερασπίσαι σου τὸ ὄνομα τοῦ θεοῦ Ιακωβ.                                                    | [Exaudiat te Dominus in die tribulationis; protegat te nomen Dei Jacob.                                                                                                | Нехай Господь вислухає тебе під час скрути, нехай ім'я Бога Якова тебе захистить!                                          |
| 3    | יִשְׁלַח-עֶזְרְךָ מִקֹּדֶשׁ; וּמִצִּיּוֹן, יִסְעָדֶךָּ                                          | ἐξαποστείλαι σοι βοήθειαν ἐξ ἁγίου καὶ ἐκ Σιων ἀντιλάβοιτό σου.                                                                     | Mittat tibi auxilium de sancto, et de Sion tueatur te. | Нехай пошле тобі допомогу з святині, нехай підтримає тебе з Сіону!                                                         |
| 4    | יִזְכֹּר כָּל-מִנְחֹתֶךָ; וְעוֹלָתְךָ יְדַשְּׁנֶה סֶלָה                                        | μνησθείη πάσης θυσίας σου καὶ τὸ ὁλοκαύτωμά σου πιανάτω. διάψαλμα.                                                                  | Memor sit omnis sacrificii tui, et holocaustum tuum pingue fiat. | Нехай згадає всі твої офіри, і всепалення твоє нехай прийме.                                                               |
| 5    | יִתֶּן-לְךָ כִלְבָבֶךָ; וְכָל-עֲצָתְךָ יְמַלֵּא                                            | δῴη σοι κατὰ τὴν καρδίαν σου καὶ πᾶσαν τὴν βουλήν σου πληρώσαι.                                                                     | Tribuat tibi secundum cor tuum, et omne consilium tuum confirmet. | Нехай тобі вчинить, що бажає твоє серце, і здійснить усі твої задуми.                                                      |
| 6    | נְרַנְּנָה, בִּישׁוּעָתֶךָ-- וּבְשֵׁם-אֱלֹהֵינוּ נִדְגֹּל; יְמַלֵּא יְהוָה, כָּל-מִשְׁאֲלוֹתֶיךָ              | ἀγαλλιασόμεθα ἐν τῷ σωτηρίῳ σου καὶ ἐν ὀνόματι θεοῦ ἡμῶν μεγαλυνθησόμεθα. πληρώσαι κύριος πάντα τὰ αἰτήματά σου.                    | Lætabimur in salutari tuo; et in nomine Dei nostri magnificabimur. | Радіймо твоїй перемозі, і йменням нашого Бога стяги піднесімо! Нехай Господь іздійснить усі твої прохання!                 |
| 7    | עַתָּה יָדַעְתִּי-- כִּי הוֹשִׁיעַ יְהוָה, מְשִׁיחוֹ: יַעֲנֵהוּ, מִשְּׁמֵי קָדְשׁוֹ-- בִּגְבֻרוֹת, יֵשַׁע יְמִינוֹ | νῦν ἔγνων ὅτι ἔσωσεν κύριος τὸν χριστὸν αὐτοῦ· ἐπακούσεται αὐτοῦ ἐξ οὐρανοῦ ἁγίου αὐτοῦ· ἐν δυναστείαις ἡ σωτηρία τῆς δεξιᾶς αὐτοῦ. | Impleat Dominus omnes petitiones tuas; nunc cognovi quoniam salvum fecit Dominus christum suum. Exaudiet illum de cælo sancto suo, in potentatibus salus dexteræ ejus. | Тепер я знаю, що Господь дав перемогу помазаникові своєму і відповів йому з святого неба потугою своєї переможної десниці. |
| 8    | אֵלֶּה בָרֶכֶב, וְאֵלֶּה בַסּוּסִים; וַאֲנַחְנוּ, בְּשֵׁם-יְהוָה אֱלֹהֵינוּ נַזְכִּיר                   | οὗτοι ἐν ἅρμασιν καὶ οὗτοι ἐν ἵπποις, ἡμεῖς δὲ ἐν ὀνόματι κυρίου θεοῦ ἡμῶν μεγαλυνθησόμεθα.                                         | Hi in curribus, et hi in equis; nos autem in nomine Domini Dei nostri invocabimus.                                                                                     | Ті колісницями, ці кіньми, а ми ім'ям Господа, Бога нашого — сильні.                                                       |
| 9    | הֵמָּה, כָּרְעוּ וְנָפָלוּ; וַאֲנַחְנוּ קַּמְנוּ, וַנִּתְעוֹדָד                                  | αὐτοὶ συνεποδίσθησαν καὶ ἔπεσαν, ἡμεῖς δὲ ἀνέστημεν καὶ ἀνωρθώθημεν.                                                                | Ipsi obligati sunt, et ceciderunt; nos autem surreximus, et erecti sumus.                                                                                              | Ті похитнулися й упали, ми ж стоїмо й тримаємось міцно!                                                                    |
| 10   | יְהוָה הוֹשִׁיעָה: הַמֶּלֶךְ, יַעֲנֵנוּ בְיוֹם-קָרְאֵנוּ                                    | κύριε, σῶσον τὸν βασιλέα σου καὶ ἐπάκουσον ἡμῶν ἐν ᾗ ἂν ἡμέρᾳ ἐπικαλεσώμεθά σε.                                                     | Domine, salvum fac regem, et exaudi nos in die qua invocaverimus te.]                                                                                                  | Дай, Господи, цареві перемогу; вислухай нас, коли взиватимемо до тебе.                                                     |

## Літургійне використання

### Юдаїзм
Псалом 19 досить широко використовується у юдаїзмі. Його читають повністю під час щоденних молитов, за винятком шабату і окрем свят. Псалом рекомендують як молитву проти гноблення. 

### Католицька церква
Цей псалом співається у суботу згідно статуту св. Бенедикта Нурсійського.
У Літургії годин псалом 19 читають або співають на вечірній вівторка першого тижня. 

## Використання у музиці
У 1688 році цей псалом був покладений на музику Мішелем-Рішардом Делаландом, на жаль, ця робота була втрачена. Андре Кампра також написав великий мотет на цей псалом. У 1670 році Марк Антуан Шарпантьє написав твір «Exaudiat te Dominus», H 162  для солістів, баса, а також у 1675 році — «Prayer for the King», H 165 для трьох голосів, двох струнних і баса. У 1680-х роках він знову написав «Exaudiat pour le roi at 4», H180, (H180 a, H 180 b, ранні 1690-ті) для солістів, хору і баса. Анрі Демаре написав великий мотет «Exaudiat te Dominus». Також Жан Батіст Люллі напивас великий мотет на цей псалом.